# Coreopsis tirpteris
Coreopsis tirpteris là một loài thực vật có hoa trong họ Cúc. Loài này được L. mô tả khoa học đầu tiên.